# Berettyócsohaj
Berettyócsohaj (régebben Csohaj, románul Ciuhoi) falu Romániában, Bihar megyében.

## Fekvése
Az Érmelléki-hegyek és a Berettyó bal partja közelében, Szentjobb és Berettyófarnos között fekvő település.

## Története
Berettyócsohaj (Csohaj) Árpád-kori település, nevét az oklevelek már 1141-1162 között említették, mint a szent-jobbi apátság birtokát Thura néven.
1229-ben Chueytora, 1291-ben Chuey, 1332-ben Choc, Couey, 1342-ben Chohuay, Chouaj, 1488-ban Choay, 1808-ban Csohaj, 1913-ban Berettyócsohaj néven írták.
Tora falut II. Géza király adta a szentjobbi apátságnak a hozzá tartozó 12 háznép kézművessel együtt.
1229-ben egy birtokperrel kapcsolatban írtak róla az oklevelek.
1291-1294 között Csohaj falu 20 kepe tizedet ad a püspöknek, papja 1 unciát fizetett.
1336-ban a pápai tizedjegyzék szerint papja 11 garas pápai tizedet adott.
1488-ban Csohaj  (Choay) település birtokosai az Albisi Zólyomi család tagjai voltak.
1888-ban Bihar vármegye Szalárdi járásához tartozott. Az 1900-as évek elején 616 görögkeleti vallású oláh lakosa volt, 100 házban.
1913-tól nevét Berettyócsohajnak írják.
A 2002-es népszámlálás szerint 431 lakosa közül 408 fő (94,7%) román, 21 fő (4,9%) magyar, 2 fő (0,5%) pedig szlovák volt.
2012-ig Berettyócsohaj község központja volt; ekkor a községközpont Szentjobb lett.

## Nevezetességek
- Görögkeleti temploma 1896-ban épült.